# Der Wind in den Weiden (Oper)
Der Wind in den Weiden ist eine Oper für Kinder von Elena Kats-Chernin in zwei Akten nach dem gleichnamigen Buch von Kenneth Grahame; das Libretto stammt von Jens Luckwaldt und liegt auch in englischer Übersetzung vor.

## Inhalt
Nach einer Reihe von Unfällen mit immer schnelleren Fortbewegungsmitteln landet der reiche, angeberische Kröterich vor dem Gericht der Menschen und wird zu zwanzig Jahren Haft verdonnert. Dank der Tochter des Kerkermeisters kann er fliehen, muss aber erfahren, dass unterdessen die wilden Wiesel aus dem Wald sein Schloss in Besitz genommen haben. Mit Hilfe der Ratte, des Maulwurfs und des Dachses, seiner Freunde, kann der Kröterich sein Heim zurückerobern.

## Musiknummern

### I. Akt
1. Ouvertüre (Chor)
2. Wischen, Waschen, Bügeln, Putzen (Maulwurf)
3. Der Fluss ist dein Freund (Ratte)
4. Der Fluss ist unser Freund (Ratte, Maulwurf)
5. Untermalung: Auftritt Kröterich
6. Die Straße ist mein Freund (Kröterich, Ratte, Maulwurf, Pferd)
7. Untermalung: Der Unfall
8. Szenenwechsel: zum Schloss
9. Wer nicht hören will (Dachs)
10. Untermalung: Abmarsch
11. Untermalung: Schnelle Fahrt und Unfall
12. Im Gerichtssaal
13. Wie gerne gehn wir ins Gericht (Chor)
14. Die Verhandlung (Verteidiger, Kröterich, Chor)
15. Finale I. Akt: Ab ins Loch (Ratte, Maulwurf, Dachs, Verteidiger, Chor)

### II. Akt
1. Vorspiel II. Akt: Unser Teil (Chor)
2. Ich arme Kröte (Kröterich, Tochter des Kerkermeisters)
3. Der Plan mit der Tante (Kröterich, Tochter des Kerkermeisters)
4. Untermalung: Die Flucht
5. Wo ist er? (Ratte, Maulwurf, Kröterich)
6. Der Pfeifer an den Pforten der Dämmerung (Chor, Männerstimmen)
7. Reprise: Ich arme Kröte (Kröterich)
8. Untermalung: Nach Hause!
9. In die Schlacht (Dachs, Ratte, Maulwurf, Kröterich)
10. Kampf um Krötenhall (Ensemble, Chor)
11. Kröterich, wir loben dich (Ensemble, Chor)
12. Finale ultimo: Das Schönste ist ein Freund (Ensemble, Chor)

## Unterschiede zum Buch
Wie die meisten Bühnen- und Film-Adaptionen umfasst die Oper nicht alle Episoden und Figuren des Buches, sondern fokussiert auf die burlesken Abenteuer des Kröterichs.
Eine zentrale Rolle spielt, anders als gewöhnlich, die Erscheinung des „Pfeifers an den Pforten der Dämmerung“; allerdings ist es hier nicht der kleine Otter Portly, der durch das Wirken der Naturgottheit gefunden und heimgeführt wird, sondern der verirrte Kröterich selbst. Werden im Buch die Eindringlinge am Ende wieder aus Krötenhall verjagt, so lädt in der Oper der zum Besseren bekehrte Kröterich die Wiesel ein, künftig mit ihm im Schloss wohnen zu bleiben.

## Musikalische Gestaltung
Das Werk ist als Singspiel gestaltet mit gesprochenen Dialogen und abgegrenzten Gesangs- und Instrumental-Nummern. Mehrere davon kehren konstitutiv immer wieder. Die Hauptnummer ist „Der Fluss ist mein Freund“, von der Ratte anfangs als eine Art Wanderlied (Solo) eingeführt und dann mit jeweils neuem Text mehrfach variiert: als Barkarole zur Bootspartie von Ratte und Maulwurf (Duett), als schneller Galopp zur Kutschfahrt des Kröterichs (Quartett) und schließlich als Schlusshymne (ganzes Ensemble). Auch das an ein barockes Lamento erinnernde Kerkerlied des Kröterichs wird leitmotivisch mehrfach aufgegriffen, ebenso die Musik des Gottes Pan. Sie wird in der Ouvertüre vom unsichtbaren Chor mit Vokalisen eingeführt, füllt dann die Schlüsselszene des zweiten Aktes und kehrt schließlich als Erinnerung zurück und bewirkt die Wandlung des Kröterichs.
Die Musik im charakteristischen Personalstil der Komponistin ist illustrativ und eingängig, mit Anleihen an Formen wie Tango, Walzer, Marsch; die Harmonik ist weitgehend tonal, melodisch überwiegen regelmäßige Formen. Das mit solistischen Holz- und Blechbläsern, Schlagwerk, Harfe, Klavier und Streichern besetzte Orchester wird differenziert und farbenreich behandelt. Dem Kinderchor kommt musikalisch wie darstellerisch eine große Rolle im Gesamtganzen zu.

## Aufführungen
Die Oper entstand als Auftragswerk des Staatstheaters Kassel. Die dort für Sommer 2020 geplante Uraufführung musste infolge der Corona-Pandemie verschoben werden und fand am 2. Juli 2021 statt. Zum Produktionsteam gehörten Sonja Trebes (Inszenierung), Mario Hartmuth (Musikalische Leitung), Nanette Zimmermann (Bühnenbild), Anna Kusmenko (Kostüme), Maria Radzikhovskiy (Choreinstudierung), Ursula Benzing (Dramaturgie).
Presseresonanzen:

„Die Musik der usbekisch-australischen Komponistin Elena Kats-Chernin ist eingängig und zugleich voller Feinheiten. Ihre Auftragskomposition weckt viele Assoziationen – an nostalgische Musical-Lieder, aber auch an russische Meister wie Sergej Prokofjew. Virtuos beherrscht Kats-Chernin unterschiedliche Tonfälle, seien sie spritzig, skurril oder melancholisch. Alles mit einer breiten Palette an Akkorden und trickreich instrumentiert […] Es gibt Witz, Poesie und viel zu sehen [...] Nach dem Happy End gab es jubelnden Beifall der Premierengäste quer durch die Altersklassen.“

„Man hat sofort Sympathien für die Figuren […] Eine verrückte Geschichte, aber auch mit ernsten Momenten.“

Eine weitere Produktion hatte am Theater Magdeburg am 26. Mai 2024 Premiere in einer Fassung als Kinderoper zum Mitmachen (Inszenierung: Nele Tippelmann; musikalische Leitung: Svetoslav Borisov; Ausstattung: Belén Montoliú; Dramaturgie: Marie Julius).